# Proscoloplos cygnochaetus
Proscoloplos cygnochaetus är en ringmaskart som beskrevs av Francis Day 1954. Proscoloplos cygnochaetus ingår i släktet Proscoloplos och familjen Orbiniidae. Inga underarter finns listade i Catalogue of Life.